# Општина Четате (Долж)
Четате (рум. Cetate) општина је у Румунији у округу Долж.
Oпштина се налази на надморској висини од 85 m.